# Travertino

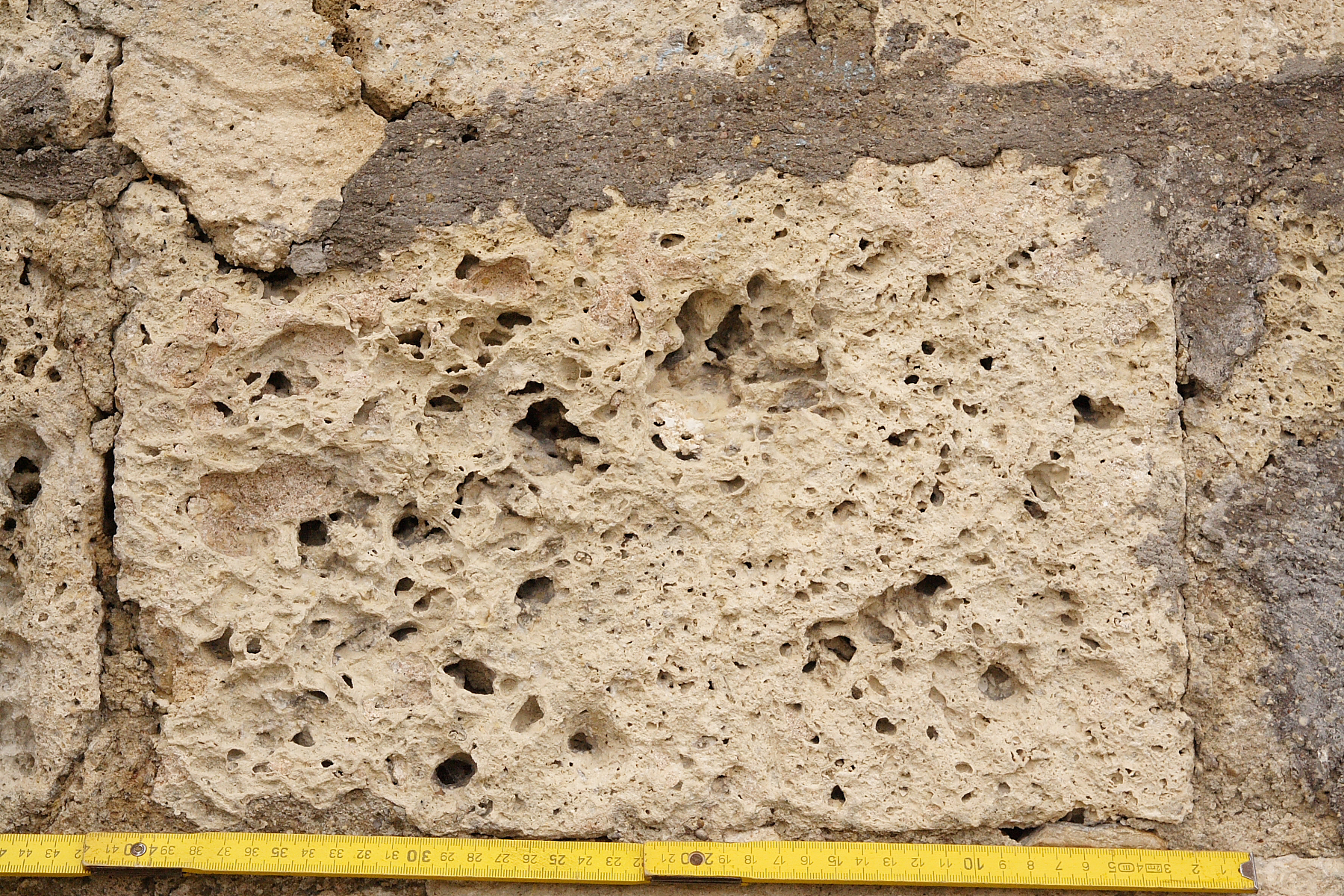
Aspecto de un bloque de travertino.

Travertino es la denominación de una roca sedimentaria de origen parcialmente biogénico formada por depósitos de carbonato de calcio y utilizada con frecuencia en construcción como piedra ornamental, tanto de exterior como de interior.
Gran parte de los monumentos e iglesias de la antigua Roma están construidos con travertino.

## Formación
En las zonas kársticas formadas por roca caliza terrestre depositada alrededor de fuentes minerales, especialmente fuentes termales, el agua disuelve la roca y se carga de carbonato de calcio, razón fundamental de la formación de simas y cuevas, pero dicho mineral se puede depositar posteriormente en distintas formaciones, entre ellas las conocidas estalactitas, estalagmitas y otros espeleotemas.  En determinadas condiciones, como en aguas termales o en cascadas, estos depósitos forman el travertino, una roca compuesta de calcita, aragonita y limonita, de capas paralelas con pequeñas cavidades, de color amarillo y blanco, traslúcida y de aspecto suave y agradable.
Los depósitos similares (pero más suaves y extremadamente porosos) formados a partir del agua a temperatura ambiente se conocen como toba.
Travertino (v. italiano travertino, latín lapis tiburtinus, "piedra de Tivoli") es una piedra caliza más o menos porosa de color claro entre amarillento y café claro.

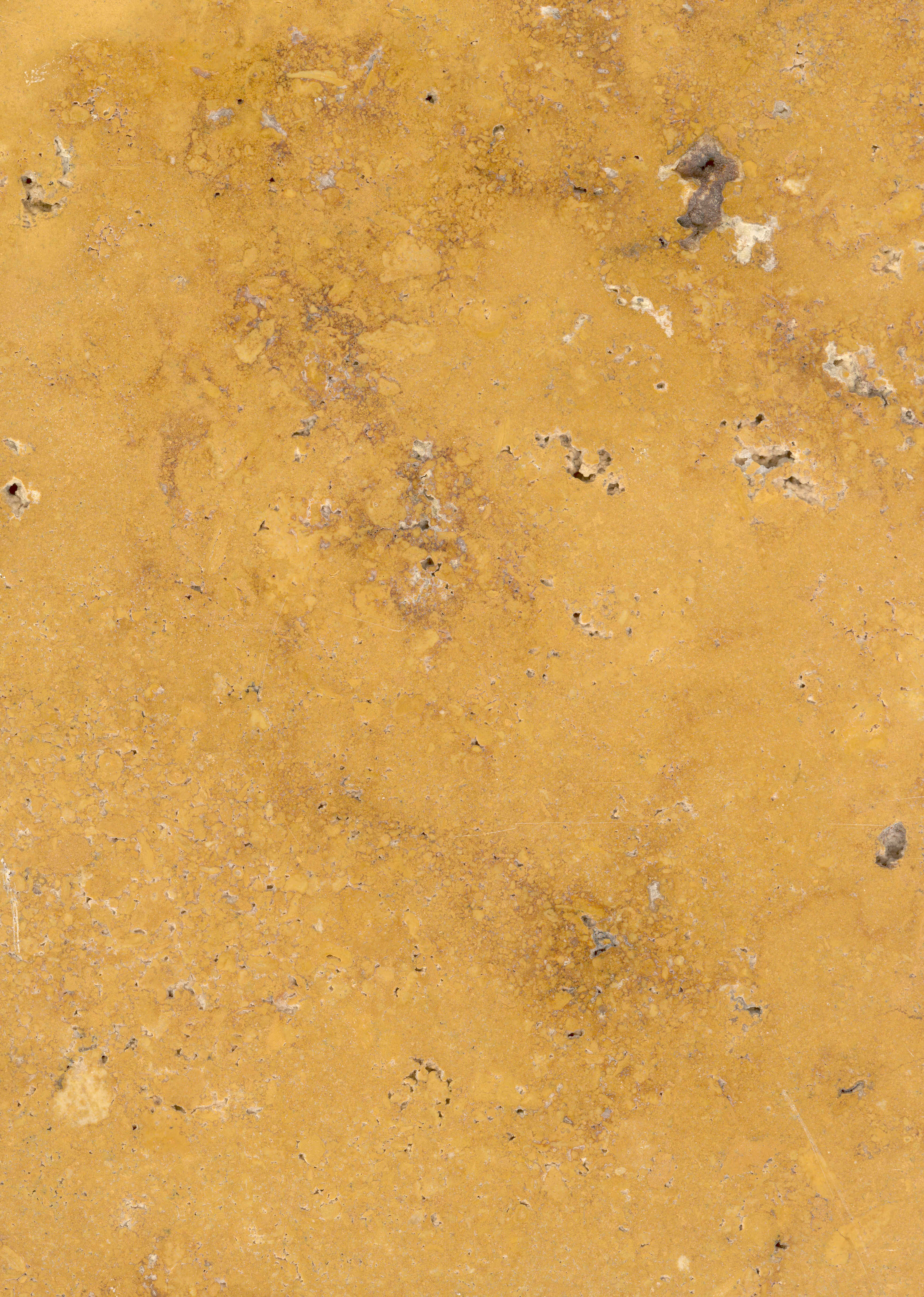
Travertino de Cannstatt, Baden-Wurtemberg
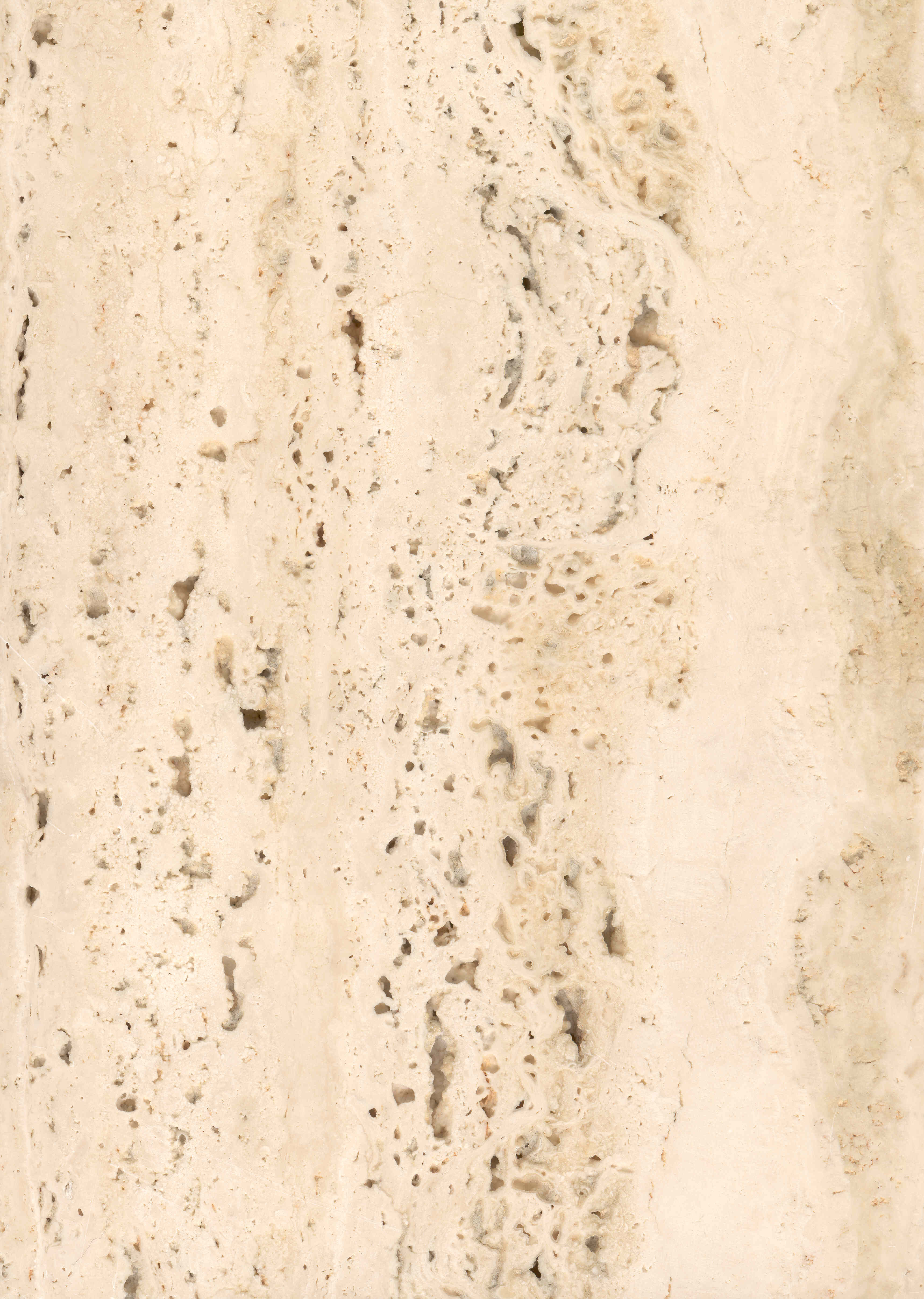
Travertino romano, Italia (Tivoli, cerca de Roma)
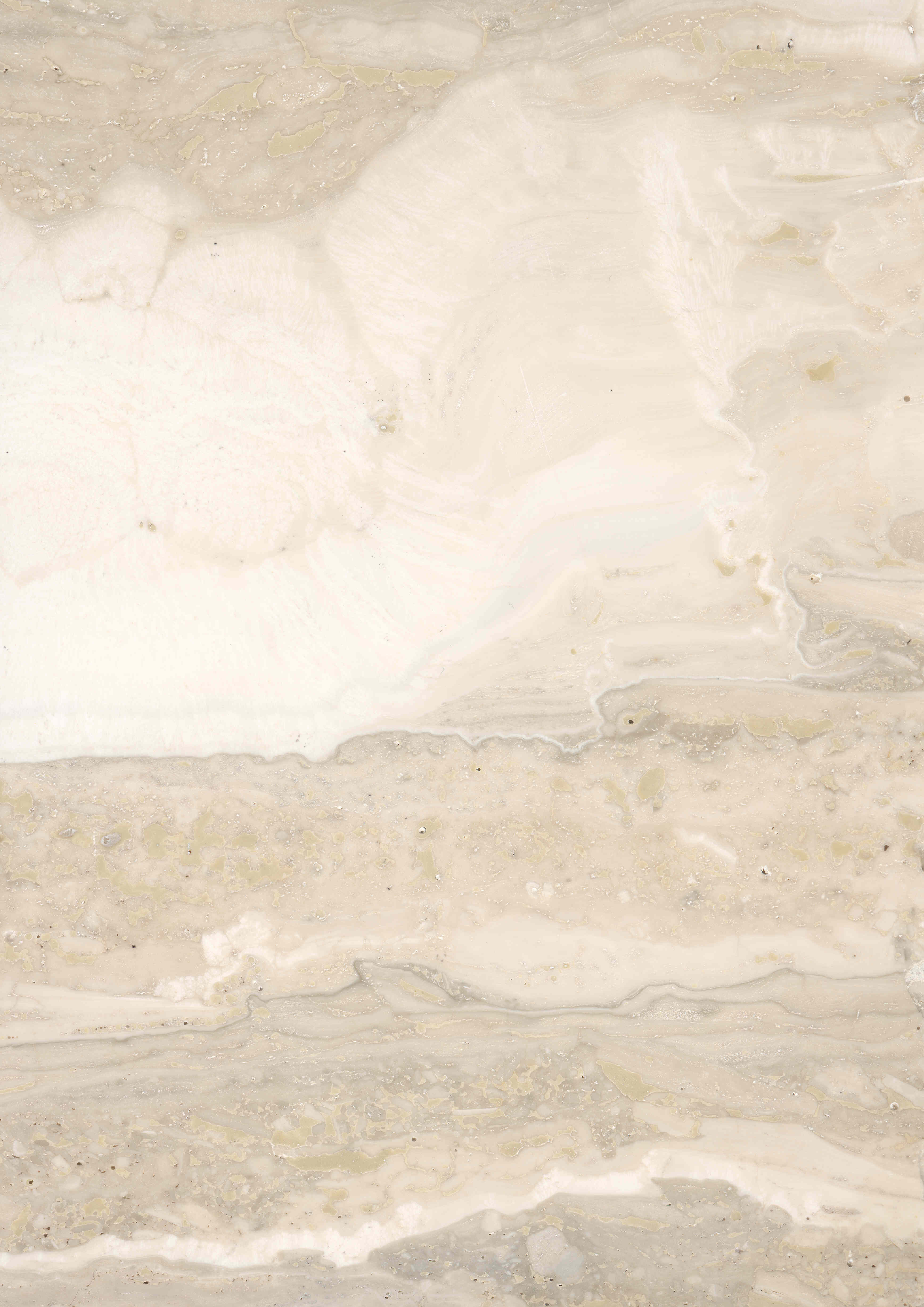
Travertino toscano, Toscana (Rapolano Terme, Siena)
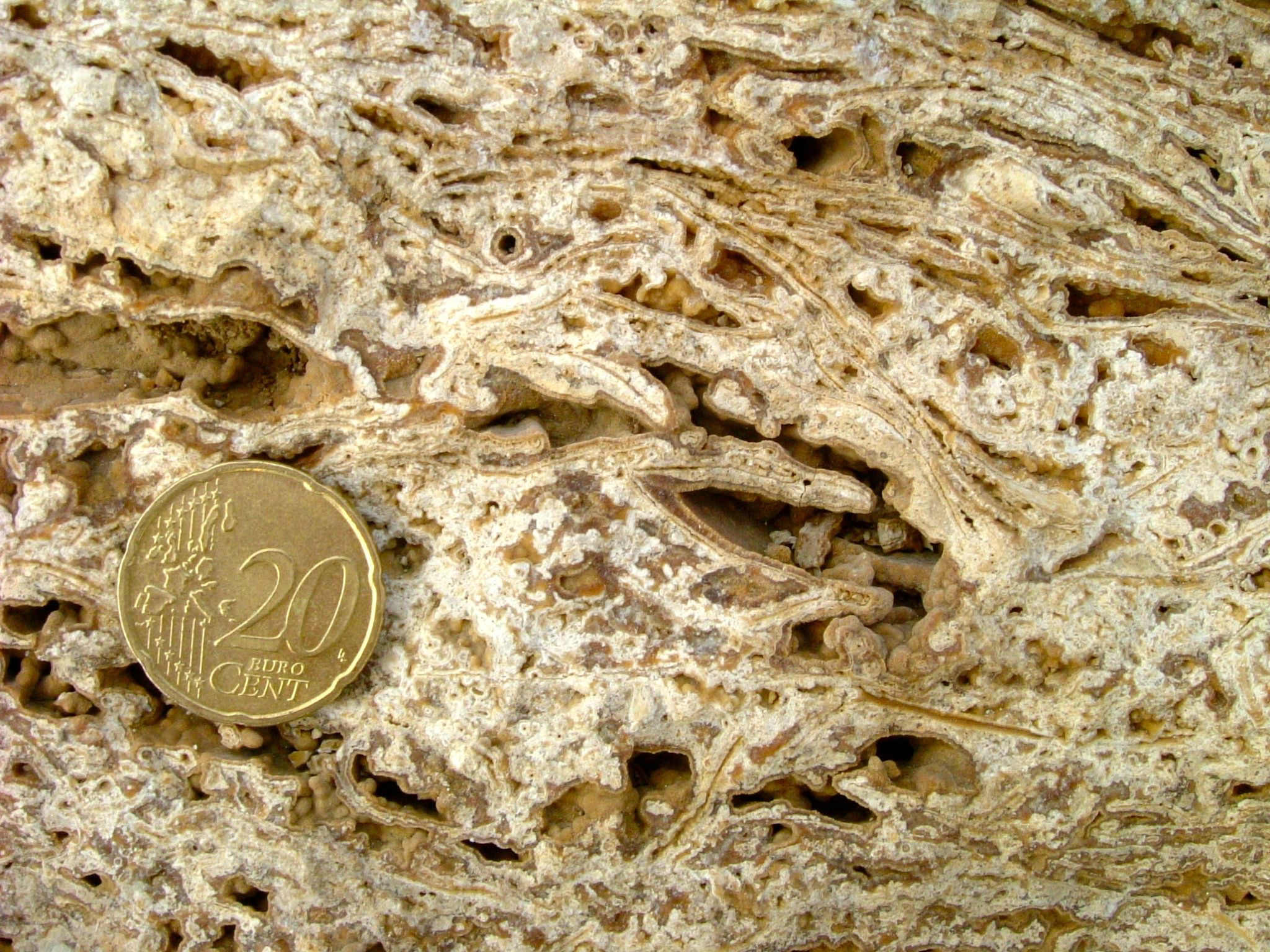
Travertino de Weimar-Ehringsdorf
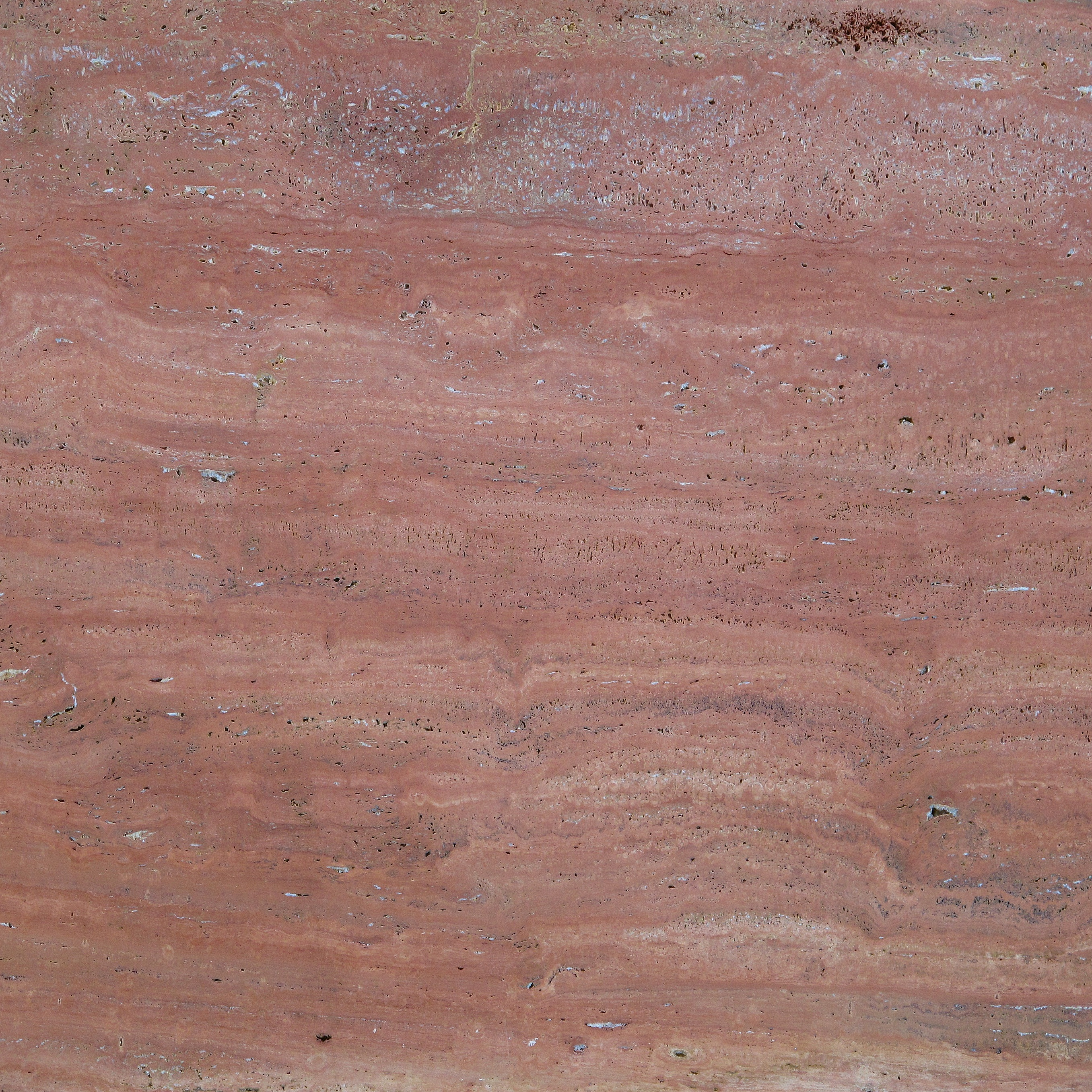
Travertino de Persia, Irán, Azerbaiyán Oriental, Maragha